# Kūya

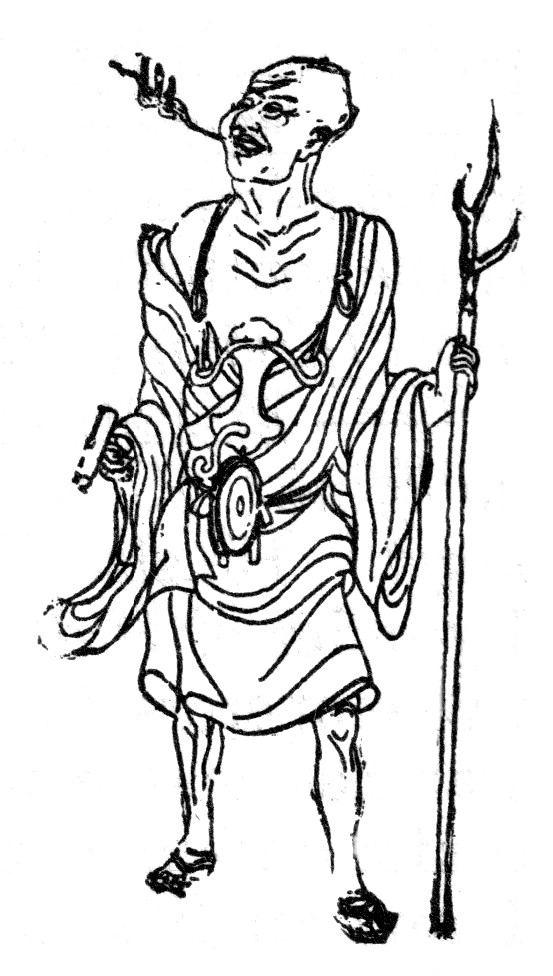
Kūya Shōnin
(nach einer Skulptur)

Kūya (japanisch 空也, mit Titel Kūya Shōnin (空也 上人), zunächst Kōshō (光勝); geb. 903; gest. 972) war ein japanischer Mönch und Wanderprediger.

## Leben und Werk
Kūya hieß zunächst Kōshō. Der Überlieferung nach stammte er aus der kaiserlichen Familie. Als er in den zwanziger Jahren war, legte er das Mönchsgelöbnis am Kokubun-ji in der Provinz Owari ab und nahm den Namen Kūya an. Danach verbrachte er einige Jahre am Mineai-dera (峰相寺) in der Provinz Harima um sich weiter zu bilden. Kūya ging dann nach Nordjapan und besuchte die Provinzen Dewa und Mutsu, wobei er Brücken baute, Brunnen grub, Wege anlegte während er den Buddhismus predigte. um dort die Kenntnis des Buddhismus zu fördern.
938 kehrte er nach Kyōto zurück und unterstützte dort Arme und Kranke. Das machte ihn noch mehr bekannt und brachte ihm den Beinamen „Heiliger auf dem Marktplatz“ (市の聖, Ichi no Hijiri) ein. 948 bestieg er den Berg Hiei und unterzog sich zum ersten Mal einer formalen Ordinierung.
Als im Jahr 951 Kyōto von einer Epidemie heimgesucht wurde, fertigte Kūya eine große Statue einer elfgesichtigen Kannon an, die er auf einem Sitz platzierte und durch die ganze Stadt bewegte. Daraufhin erlosch die Epidemie. Für die Statue wurde in Kyōto ein Tempel mit dem Namen Rokuhara no Kannon-dō (六波羅の観音堂) bzw. Rokuharamitsu-ji erbaut, in der sie noch heute verehrt wird.
Kūya starb im Tempel Saihō-ji (später in Rokuharamitsu-ji umbenannt), wo er sich zeit seines Lebens immer wieder aufgehalten hatte.